# Nhử mồi và chuyển đổi
Nhử mồi và chuyển đổi là một dạng gian lận được sử dụng trong bán lẻ nhưng cũng được sử dụng trong các ngữ cảnh khác. Thứ nhất, khách hàng được "nhử" bởi các sản phẩm hoặc dịch vụ quảng cáo của người bán với giá thấp, nhưng khi khách hàng ghé thăm cửa hàng, họ phát hiện ra rằng hàng hóa được quảng cáo không có sẵn hoặc khách hàng bị áp lực bởi người bán hàng để xem xét các mặt hàng tương tự, nhưng cao hơn có giá ("chuyển đổi").
Kỹ thuật mồi và chuyển đổi có một lịch sử lâu dài và phổ biến như là một phần của văn hóa thương mại. Có nhiều biến thể trên mồi-và-chuyển đổi, ví dụ, trong cuốn sách đầu tiên của Trung Quốc về những câu chuyện về gian lận, cuốn sách những cuốn sách của Swindles của  Zhang Yingyu (khoảng năm 1617).

## Chức năng
Ý định của mồi và chuyển là khuyến khích mua hàng hóa thay thế, làm cho người tiêu dùng hài lòng với hàng hóa sẵn có, thay thế cho sự thất vọng hoặc bất tiện trong việc mua hàng (hoặc mồi) và tính toán một phần phục hồi của chi phí chìm chi tiêu cố gắng để có được mồi. Nó cho thấy rằng người bán sẽ không trưng bày sản phẩm hoặc dịch vụ gốc được quảng cáo nhưng thay vào đó sẽ chứng minh một sản phẩm đắt tiền hơn hoặc một sản phẩm tương tự có tỷ suất lợi nhuận cao hơn.

## Tính hợp pháp
Tại Hoa Kỳ, tòa án đã cho rằng người vận chuyển sử dụng hoạt động mồi và chuyển đổi có thể phải chịu sự khiếu kiện của khách hàng vì quảng cáo sai lệch và có thể bị kiện vì vi phạm nhãn hiệu bởi nhà sản xuất cạnh tranh, nhà bán lẻ và những người khác có lợi nhuận từ bán sản phẩm được sử dụng làm mồi. Tuy nhiên, không cónguyên nhân của hành động sẽ tồn tại nếu người cung cấp có khả năng thực sự bán hàng hóa được quảng cáo, nhưng tích cực đẩy một sản phẩm cạnh tranh.
Tương tự như vậy, quảng cáo bán hàng trong khi có ý định bán một số lượng hạn chế và do đó bán ra, một mặt hàng bán lỗ để câu khách được quảng cáo là hợp pháp tại Hoa Kỳ. Người thanh toán có thể trốn thoát trách nhiệm nếu họ làm rõ trong các quảng cáo của họ rằng số lượng các mặt hàng mà bán hàng được cung cấp bị hạn chế hoặc bằng cách kiểm tra mưa trên các mặt hàng đã bán.
Ở Anh và xứ Wales, nhử mồi và chuyển đổi bị cấm theo Quy định Bảo vệ người tiêu dùng khỏi giao dịch không lành mạnh 2008. Vi phạm luật này có thể dẫn đến truy tố hình sự, phạt tiền không giới hạn và hai năm tù giam. Ở Canada, chiến thuật này là bất hợp pháp theo Luật Cạnh tranh.

## Sử dụng ngoài lĩnh vực bán lẻ
- Chiến thuật mồi và chuyển đổi thường được sử dụng trong hãng hàng không và quảng cáo du lịch hàng không.[3]
- Khách sạn sử dụng rộng rãi các hình thức của mồi và chuyển đổi chiến thuật được gọi là 'phí resort'. Đầu tiên, họ thu hút khách hàng bằng cách quảng cáo giá thấp hơn (xuất hiện trên tất cả các tài liệu quảng cáo và công cụ so sánh tỷ lệ) và tính phí "phí resort" bắt buộc khi họ đến nhận phòng.[4]
- Các công ty dịch vụ gia đình như làm sạch thảm, điều hòa không khí và các ngành công nghiệp hệ thống an ninh thường sử dụng mồi và chuyển đổi.[5]
- Môi giới và Đại lý bất động sản thường quảng cáo mình là đại lý của người mua mà không tiết lộ rằng họ có thể không cung cấp dịch vụ đó nếu họ làm việc cho một môi giới liệt kê nhà và đại diện cho người bán nhà.
- Đấu vật chuyên nghiệp từ lâu đã sử dụng chiến thuật mồi và chuyển đổi, thúc đẩy đô vật và trận đấu không xuất hiện hoặc xuất hiện khác nhiều so với dự kiến. Tuyên bố từ chối trách nhiệm về tài liệu quảng cáo, "Chủ đề thay đổi", thường được sử dụng để biện minh hoặc biện minh cho điều này.[6]
- Các công ty tiếp thị đa cấp sử dụng việc sử dụng những chiếc xe đắt tiền để lôi kéo những tân binh tiềm năng tham gia cùng họ.[7]
- Một số meme, như Rickrolling, sử dụng các chiến thuật mồi và chuyển đổi để dẫn đến một cái gì đó không liên quan đến chủ đề.

## Chính trị
Trong lập pháp, "hóa đơn phụ đề" đề xuất những thay đổi nhỏ về luật với tiêu đề đơn giản (mồi) được giới thiệu với cơ quan lập pháp với mục tiêu cuối cùng là thay đổi đáng kể từ ngữ (chuyển đổi) vào một ngày sau đó để cố gắng làm mịn đoạn văn của một sửa đổi lớn hoặc gây tranh cãi. Thay đổi quy tắc cũng được đề xuất (mồi) để đáp ứng các yêu cầu pháp lý đối với thông báo công khai và điều trần công khai bắt buộc, sau đó các quy tắc khác nhau được đề xuất tại cuộc họp cuối cùng (chuyển đổi), do đó bỏ qua mục tiêu thông báo công khai và thảo luận công khai về các quy tắc thực tế đã bỏ phiếu trên. Trong khi không hoàn toàn bất hợp pháp, mục tiêu chính trị là để có được luật pháp hoặc các quy tắc được thông qua mà không có kỳ vọng đánh giá cộng đồng tiêu cực.